# 麻生しおりの土曜はキュン
麻生しおりの土曜はキュン（あそうしおりのどようはキュン）は、2014年10月4日から青森放送（RAB）で放送されている土曜午前の生放送のラジオ番組。放送時間は毎週土曜 9:00 - 12:00。

## 概要
『土曜 トモラジ いいね』の後番組であり、土曜の午前枠を担っている。なお、放送開始当初の出演者（麻生・オスカル・たいぞう）は2014年9月まで放送していた『あおもりTODAY』に出演していた。
初回の放送は「サンロード青森」からの公開放送となった。ただし、実際に観覧者を入れたのは「サンロード青森」の開店時間の10:00から。
2024年6月8日の放送は青森市浪岡の（有）ヤマナリ西塚からの公開生放送を「日本農業presents」として行った。冠スポンサーが付くのは初めてとなる。

## 出演者

### 現在

#### メインパーソナリティー
- 麻生しおり（歌手）
- オスカル（タレント）[2]
- 鮫島大史（青森放送アナウンサー、2018年4月7日 -）

#### ラジオカーリポーター
- 成田洋明（青森・弘前地区担当）[3]
- KANTA（八戸地区担当）

### 過去
- たいぞう（佐々木泰三）（シンガーソングライター）（2014年10月4日 - 2016年3月26日）
- 上野比呂企（当時青森放送アナウンサー、2016年4月2日 - 2018年3月31日）
- 奈良岡香織（ラジオカーリポーター弘前地区担当・2014年10月4日 - 2022年3月26日）
- 中島美華（ラジオカーリポーター八戸地区担当・2014年10月4日 - 2022年3月26日）
  - 奈良岡・中島両名は、「土曜 トモラジ いいね」のラジオカーリポーターから続投。

## スタッフ
- ディレクター - 今道隆
- ミキサー - 川瀬光平（通称：技術先生）

### 過去
- プロデューサー - 渡辺英彦（2014年10月4日 - 2018年3月31日、2018年4月の人事異動で報道局次長に就任の為降板）

## タイムテーブル
- 9:00 - オープニング
- 9:05 - 東奥日報ニュース
- 9:10 - 天気予報
- 9:15 - ラジオカーリポート
- 9:20 - ハロースキーダイヤル（冬期間のみ）
- 9:25 - 快適生活ラジオショッピング
- 9:35 - 青森タウンナビ
- 9:40 - 土キュンたいむPART1
  - フリートークの時間、気になったニュースについて話す他、リスナーからのメッセージも紹介する。
- 10:00 - 東奥日報ニュース
- 10:05 - にこやか本舗
- 10:20 - 情報星三つ
  - 青森県内のイベント情報の案内を行うコーナー。主催者と電話を結んで紹介したり、ラジオカーからのリポートを行う。
- 10:30 - 土キュンたいむPART2
  - フリートークの時間、リスナーからのメッセージも紹介する。
- 10:40 - 音楽三つ巴
- 11:00 - 東奥日報ニュース
- 11:05 - 土曜はズバッ
  - リスナーのお悩み、物申したい事、最近気になる事などを３人がアドバイス、時には一刀両断する。
- 11:45 - ラジオカーラストリポート
- 11:50 - 今週のmy birthday
  - リスナーの誕生日を、パーソナリティ3人の生歌で祝う。
- 11:55 - エンディング

## 過去のコーナー
- ジャパネットたかたラジオショッピング土曜版
- おんなの手帳
  - 「たいぞう」が気になったニュースや話題について、3人でトークをしたコーナー。
- 麻生音楽シアター
- みちのく女の物語
- 新おばかバカーンクイズ（2014年10月4日 - 2016年3月26日）
- しおりのラジオの人間紀行
  - 麻生が「気になる人」を探すコーナー。電話などでゲストが出演し、1回目のゲストには梅沢富美男が電話で登場した。
  - 2016年4月2日から「上野比呂企」気になるニュースや話題について、トークする事が主体となり、かつての「おんなの手帳」コーナーの要素が復活した。
- オスカルのちょいとあちきです
  - オスカルの私生活で起きた話や、交友がある芸能人にまつわる裏話をする時間だが、05分に確定が入る為、話が纏まらず終わる。
- 音楽飛び道具→音楽三つ巴にタイトル変更
- ごひいきラジオショー

## 関連商品
- 「麻生しおりの土曜はキュン」と「工藤パン」とのコラボ商品として
「イギリストースト・青森県産ホタテマヨ」を2014年10月に限定販売した。
  - 青森放送 RABラジオ x KUDOPAN コラボ商品発売!
  - 工藤パン KUDOPAN RABラジオコラボ企画